# Blanche (serie televisiva)
Blanche è una serie tv canadese del 1993 basata sul romanzo scritto da Arlette Cousture, ideata da Charles Binamé, è composta da un totale di 11 episodi da un'ora circa l'uno ed è il seguito della serie tv "Les filles de Caleb" precedentemente ideata da Jean Beaudin nel 1990.

## Trama
La storia si svolge in Québec tra il 1920 ed il 1930 e racconta le avventure di Blanche, la figlia di Emilie Bordeleau ed Ovila Provonost.

### Gli undici episodi
Ovila ha lasciato la famiglia ma Emilie continua a sperare in un suo ritorno, ben presto si ritrova senza denaro e così il reverendo del paese le offre il suo aiuto procurando un lavoro ai suoi figli che non frequentano la scuola ed un lavoro per lei come insegnante. Una delle sue figlie, Blanche, viene mandata in convento per studiare, e una volta sedicenne ritorna a casa per l'estate. Durante la vacanza Blanche incontra l'amico del fratello, Napoleon Frigon, studente in legge, ed i due si innamorano. Con il nuovo anno scolastico Blanche e Napoleon si separano ma tenendosi sempre in contatto. Blanche si diploma e torna finalmente a casa, Napoleon le chiede di sposarsi ma Blanche rifiuta volendo proseguire con gli studi ed essere più di una moglie ed una madre nella vita.
Blanche lavora come insegnante assieme alla madre per il momento. Emilie viene a sapere che Ovila, dopo otto anni di separazione, intende risposarsi e vuole il divorzio ma lei non intende concederglielo. Nel frattempo Napoleon e Blanche alla fine si accordano per il matrimonio. Clement, uno dei fratelli di Blanche si ammala di polmonite e deve essere portato all'ospedale, qui Emilie incontra una dottoressa che la incoraggia ad intraprendere gli studi medici. Emilie comunica la decisione a Napoleon che non accetta e così la loro relazione termina definitivamente. Blanche parte per Montréal dove vive a casa della sorella Marie Ange e la sua famiglia. Ma Blanche non viene accettata alla scuola di medicina così decide di intraprendere gli studi come segretaria d'azienda. Blanche fa la conoscenza di un'altra ragazza, Marie Louis, che intende entrare in una scuola di medicina pubblica, in un convento, così anche Blanche, ed entrambe vengono accettate. Nel frattempo il fratello Paul, che studia seminario, fa sapere a Blanche che anche Napoleon ha intrapreso quella stessa strada.
Blanche ormai ventenne studia e lavora in ospedale e vive nel convento come anche Marie Louis. Durante il Natale a casa di Marie Ange, Marie Louis incontra Paul e i due si innamorano a prima vista. Ma Paul non sta bene di salute e deve andare in sanatorio. Blanche e Marie Luois nel frattempo si laureano ed infine Paul, al quale viene diagnosticato il diabete deve lasciare il seminario. Blanche fa amicizia con il dottor Pierre Beaudry e Paul decide partire per Abitibi e cercare lì lavoro, Marie Louis cerca di fermarlo ma Paul parte con la promessa di rimanere in contatto. Sfortunatamente Marie Louis muore in un incidente stradale.
Blanche ora vive in affitto in una zona povera di Montréal ed il dottor Baudry continua ad esserle amico, in realtà si è innamorato di Blanche ma lei preferisce solo l'amicizia. Quando le viene offerto di aprire una clinica ad Abitibi Blanche accetta e lascia Montréal.
Inizialmente le condizioni non sono buone, soprattutto finché la clinica non viene ultimata. Blanche si deve prendere cura di una donna, Laduceur, mentalmente un po' instabile, madre già di nove figli ed incinta nuovamente. Durante il primo anno di lavoro Blanche viene aiutata da Clovis Lauze ed il padre, Ovila, le fa visita per porle le sue scuse per averla abbandonata quand'era piccola. Blanche incontra una povera donna, Therese Brassard che porta con sé a lavorare nella clinica come sua assistente. Blanche sarà costretta ad amputare le gambe al fratello, Paul, che non si era voluto far curare in tempo, rischiando anche la sua licenza. Clovis e Blanche si riscoprono innamorati l'uno dell'altra.
Al matrimonio della sorella, Alice, Blanche incontra il padre che è venuto per portare la figlia all'altare. Emilie e Ovila si incontrano ed Ovila desidera ancora che Emilie dia una possibilità al loro matrimonio, ma Emilie, ripensando al passato, crede di averne avuto abbastanza e fa promettere ad Ovila che non si farà più vedere.
Paul che nel frattempo ha conosciuto l'assistente della sorella nella clinica, Therese, le dichiara il suo amore e le chiede di sposarsi, lei accetta. Una volta sposati però devono partire per Lassaire. Blanche e Clovis rompono il loro rapporto e Blanche ne rimane molto male. Una sera durante l'inverno va a dormire con il camino acceso, a causa di una scintilla la casa inizia a prendere fuoco, Blanche riesce a stento a salvarsi ma nell'incendio perde ogni cosa. In seguito dovrà spostarsi al centro di raccolta dove incontra Clovis ma con il quale le cose non funzionano. Saranno Therese e Paul e convincerla a tentare nuovamente e questa volta Clovis e Blanche si sposano.
Alla fine Emilie muore, Clovis e Blanche avranno una figlia ed Ovila parteciperà da distante al funerale della moglie.

## Cast principale
- Pascale Bussières: Blanche Pronovost
- Raymond Bouchard: Duhaime
- Geneviève Brouillette: Marie-Ange
- Robert Brouillette: Paul Pronovost
- Michel Charette: Thibeault
- Hugo Dubé: Joachim Crête
- Marilys Ducharme: Blanche Pronovost–Adolescente
- Roy Dupuis: Ovila Pronovost
- Amulette Garneau: Enseignante en secrétariat
- Rémy Girard: Mari de Marie-Ange
- Élise Guilbault: Femme médecin
- David La Haye: Napoléon
- Jean-Sébastien Larouche
- Patrice L'Écuyer: Clovis
- Marie-Claude Lefebvre: Alice Pronovost
- Jacques Lussier: Douville
- Pascale Montpetit: Marie-Louise
- Marina Orsini: Émilie Bordeleau
- Valérie Valois: Germaine Larivière

## Premi e Nomination

### Gémeaux Awards
- Vinto come miglior attrice co-protagonista: Pascale Montpetit.